# Skisprung-Continental-Cup 2014/15
Der Skisprung-Continental-Cup 2014/15 war eine vom Weltskiverband FIS ausgetragene Wettkampfserie im Skispringen. Der Continental Cup bestand aus 43 Wettbewerben für Herren und 6 Wettbewerben für Damen, die zwischen dem 5. Juli 2014 und dem 15. März 2015 bei den Herren, bzw. zwischen dem 27. September 2014 und dem 18. Januar 2015 bei den Damen in Europa, Asien und Nordamerika veranstaltet wurden.

## Herren Sommer

### Teilnehmende Nationen
| Europa (16 Nationen)                                                                              | Europa (16 Nationen)                                                                     | Europa (16 Nationen) |
| ------------------------------------------------------------------------------------------------- | ---------------------------------------------------------------------------------------- | -------------------- |
| - Deutschland - Estland - Finnland - Frankreich - Griechenland - Italien - Niederlande - Norwegen | - Österreich - Polen - Rumänien - Russland - Schweden - Schweiz - Slowenien - Tschechien |                      |
| Amerika (2 Nationen)                                                                              |                                                                                          |                      |
| - Kanada                                                                                          | - Vereinigte Staaten                                                                     |                      |
| Asien (3 Nationen)                                                                                |                                                                                          |                      |
| - Japan - Kasachstan                                                                              | - Südkorea                                                                               |                      |

### Continental-Cup-Übersicht
| Datum      | Austragungsort         | Schanze                  | Bemerkung | Sieger           | Zweiter             | Dritter             |
| ---------- | ---------------------- | ------------------------ | --------- | ---------------- | ------------------- | ------------------- |
| 05.07.2014 | Kranj                  | Bauhenk HS 109           |           | Peter Prevc      | Cene Prevc          | Andraž Pograjc      |
| 06.07.2014 | Kranj                  | Bauhenk HS 109           |           | Peter Prevc      | Cene Prevc          | Miran Zupančič      |
| 01.08.2014 | Wisła                  | Malinka HS 134           |           | Cene Prevc       | Piotr Żyła          | Miran Zupančič      |
| 02.08.2014 | Wisła                  | Malinka HS 134           |           | Piotr Żyła       | Mitja Mežnar        | Jan Ziobro          |
| 16.08.2014 | Kuopio                 | Puijo-Schanze HS 127     |           | Cene Prevc       | Miran Zupančič      | Stephan Leyhe       |
| 17.08.2014 | Kuopio                 | Puijo-Schanze HS 127     |           | Cene Prevc       | Miran Zupančič      | Olli Muotka         |
| 29.08.2014 | Frenštát pod Radhoštěm | Areal Horečky HS 106     |           | Markus Schiffner | Danny Queck         | Jure Šinkovec       |
| 30.08.2014 | Frenštát pod Radhoštěm | Areal Horečky HS 106     |           | Jure Šinkovec    | Jakub Janda         | Pius Paschke        |
| 13.09.2014 | Klingenthal            | Vogtland Arena HS 140    |           | Anže Lanišek     | Peter Prevc         | Markus Eisenbichler |
| 14.09.2014 | Klingenthal            | Vogtland Arena HS 140    | 1         | Jakub Wolny      | Peter Prevc         | Wolfgang Loitzl     |
| 20.09.2014 | Stams                  | Brunnentalschanze HS 115 |           | Jakub Wolny      | Michael Neumayer    | Miran Zupančič      |
| 21.09.2014 | Stams                  | Brunnentalschanze HS 115 |           | Jakub Wolny      | Anže Lanišek        | Pius Paschke        |
| 27.09.2014 | Trondheim              | Granåsen HS 140          |           | Anže Lanišek     | Michael Neumayer    | Kenneth Gangnes     |
| 28.09.2014 | Trondheim              | Granåsen HS 140          |           | Karl Geiger      | Markus Eisenbichler | Antonín Hájek       |

### Wertung
| Rang | Name                     | Punkte |
| ---- | ------------------------ | ------ |
| 001. | Jakub Wolny              | 515    |
| 002. | Cene Prevc               | 482    |
| 003. | Miran Zupančič           | 461    |
| 004. | Peter Prevc              | 439    |
| 005. | Danny Queck              | 364    |
| 006. | Anže Lanišek             | 346    |
| 007. | Andraž Pograjc           | 322    |
| 008. | Jure Šinkovec            | 318    |
| 009. | Michael Neumayer         | 279    |
| 010. | Stephan Leyhe            | 271    |
| 011. | Mitja Mežnar             | 247    |
| 012. | Wolfgang Loitzl          | 238    |
| 013. | Markus Eisenbichler      | 215    |
| 014. | Karl Geiger              | 207    |
| 015. | Aleksander Zniszczoł     | 185    |
| 016. | Manuel Poppinger         | 182    |
| 017. | Piotr Żyła               | 180    |
|      | Pius Paschke             | 180    |
| 019. | Bartłomiej Kłusek        | 165    |
| 020. | Kenneth Gangnes          | 164    |
| 021. | Anže Semenič             | 152    |
| 022. | Jakub Janda              | 137    |
| 023. | Markus Schiffner         | 135    |
| 024. | Jan Ziobro               | 134    |
| 025. | Kim René Elverum Sorsell | 129    |
| 026. | Clemens Aigner           | 128    |
| 027. | Joachim Hauer            | 123    |
| 028. | Gabriel Karlen           | 122    |
| 029. | Daniel Wenig             | 116    |
| 030. | Žiga Mandl               | 112    |
| 031. | Anton Kalinitschenko     | 109    |
| 032. | Stefan Hula              | 105    |
|      | Antonín Hájek            | 105    |
| 034. | Killian Peier            | 103    |
| 035. | Grzegorz Miętus          | 098    |
| 036. | Vincent Descombes Sevoie | 096    |
| 037. | Patrick Streitler        | 093    |
| 038. | Krzysztof Biegun         | 090    |
| 039. | Dawid Kubacki            | 085    |
| 040. | Sigurd Nymoen Søberg     | 083    |

| Rang | Name                  | Punkte |
| ---- | --------------------- | ------ |
| 041. | Elias Tollinger       | 077    |
| 042. | Olli Muotka           | 076    |
| 043. | Ronan Lamy Chappuis   | 066    |
| 044. | Konstantin Sokolenko  | 064    |
| 045. | Jaka Hvala            | 063    |
| 046. | Manuel Fettner        | 060    |
| 047. | Philipp Aschenwald    | 056    |
| 048. | Junshirō Kobayashi    | 053    |
| 049. | Dominik Mayländer     | 052    |
| 050. | Krzysztof Leja        | 051    |
| 051. | Robert Kranjec        | 050    |
| 052. | Alexander Sardyko     | 047    |
|      | Nicholas Fairall      | 047    |
| 054. | Tim Fuchs             | 046    |
| 055. | Sebastian Bradatsch   | 045    |
|      | Tomaž Naglič          | 045    |
| 057. | Kenshirō Itō          | 044    |
|      | Marat Schaparow       | 044    |
|      | Ernest Prišlič        | 044    |
|      | Halvor Egner Granerud | 044    |
| 061. | Marco Grigoli         | 042    |
| 062. | Paul Winter           | 041    |
| 063. | Jurij Tepeš           | 040    |
|      | Jan Matura            | 040    |
| 065. | Michail Maximotschkin | 039    |
| 066. | Klemens Murańka       | 037    |
| 067. | Matjaž Pungertar      | 036    |
|      | Przemysław Kantyka    | 036    |
|      | Martti Nõmme          | 036    |
| 070. | Domen Prevc           | 032    |
| 071. | Luca Egloff           | 030    |
|      | Daniel Huber          | 030    |
| 073. | Davide Bresadola      | 029    |
|      | Thomas Hofer          | 029    |
|      | Andrzej Stękała       | 029    |
| 076. | Ilmir Chasetdinow     | 027    |
|      | Wladislaw Bojarinzew  | 027    |
| 078. | Martin Cikl           | 025    |
|      | Sami Heiskanen        | 025    |
| 080. | William Rhoads        | 024    |

| Rang | Name                  | Punkte |
| ---- | --------------------- | ------ |
| 081. | Daniel-André Tande    | 023    |
| 082. | Johann André Forfang  | 022    |
| 083. | Niklas Wangler        | 021    |
| 084. | Jan Mayländer         | 020    |
|      | Michael Lunardi       | 020    |
| 086. | Nejc Dežman           | 015    |
| 087. | Rok Justin            | 013    |
|      | Ossi-Pekka Valta      | 013    |
|      | Juho Ojala            | 013    |
| 090. | David Siegel          | 012    |
|      | Denis Kornilow        | 012    |
|      | Andrzej Zapotoczny    | 012    |
|      | Robert Johansson      | 012    |
| 094. | Florian Altenburger   | 011    |
|      | Michael Dreher        | 011    |
|      | Eduard Torok          | 011    |
| 097. | Martin Hamann         | 009    |
|      | Espen Enger Halvorsen | 009    |
|      | Wadim Schischkin      | 009    |
| 100. | Andrea Morassi        | 008    |
|      | Markus Eggenhofer     | 008    |
| 102. | Federico Cecon        | 006    |
| 103. | Janni Reisenauer      | 005    |
|      | Nicolas Mayer         | 005    |
|      | Filip Sakala          | 005    |
| 106. | Lasse Moilanen        | 004    |
|      | Nicholas Alexander    | 004    |
| 108. | Anders Johnson        | 003    |
|      | Kristjan Ilves        | 003    |
| 110. | Lars Antonissen       | 002    |
|      | Matthew Rowley        | 002    |
|      | Lukas Müller          | 002    |
|      | Hans-Petter Bergquist | 002    |
|      | Krzysztof Miętus      | 002    |
|      | Vojtěch Štursa        | 002    |
| 116. | Artti Aigro           | 001    |
|      | Łukasz Podżorski      | 001    |
|      | Carl Nordin           | 001    |

## Herren Winter

### Teilnehmende Nationen
| Europa (17 Nationen)                                                                                          | Europa (17 Nationen)                                                                     | Europa (17 Nationen) |
| --- | ---------------------------------------------------------------------------------------- | -------------------- |
| - Bulgarien - Deutschland - Estland - Finnland - Frankreich - Griechenland - Italien - Niederlande - Norwegen | - Österreich - Polen - Rumänien - Russland - Schweden - Schweiz - Slowenien - Tschechien |                      |
| Amerika (2 Nationen)                                                                                          |                                                                                          |                      |
| - Kanada | - Vereinigte Staaten                                                                     |                      |
| Asien (3 Nationen)                                                                                            |                                                                                          |                      |
| - Japan - Kasachstan                                                                                          | - Südkorea                                                                               |                      |

### Continental-Cup-Übersicht
| Datum      | Austragungsort         | Schanze                           | Bemerkung | Sieger                                                 | Zweiter                                                | Dritter                                                |
| ---------- | ---------------------- | --------------------------------- | --------- | ------------------------------------------------------ | ------------------------------------------------------ | ------------------------------------------------------ |
| 12.12.2014 | Rena                   | Renabakkene HS 111                |           | Stephan Leyhe                                          | Johann André Forfang                                   | Killian Peier                                          |
| 13.12.2014 | Rena                   | Renabakkene HS 139                |           | Wettkampf abgebrochen (starker und wechselhafter Wind) | Wettkampf abgebrochen (starker und wechselhafter Wind) | Wettkampf abgebrochen (starker und wechselhafter Wind) |
| 14.12.2014 | Rena                   | Renabakkene HS 139                | 1         | Manuel Fettner                                         | Johann André Forfang                                   | Manuel Poppinger                                       |
| 14.12.2014 | Rena                   | Renabakkene HS 139                |           | Johann André Forfang                                   | Anže Semenič                                           | Stephan Leyhe Phillip Sjøen                            |
| 20.12.2014 | Garmisch-Partenkirchen | Große Olympiaschanze HS 140       |           | Wettkampf abgesagt (zu warmes Wetter und Schneemangel) | Wettkampf abgesagt (zu warmes Wetter und Schneemangel) | Wettkampf abgesagt (zu warmes Wetter und Schneemangel) |
| 21.12.2014 | Garmisch-Partenkirchen | Große Olympiaschanze HS 140       |           | Wettkampf abgesagt (zu warmes Wetter und Schneemangel) | Wettkampf abgesagt (zu warmes Wetter und Schneemangel) | Wettkampf abgesagt (zu warmes Wetter und Schneemangel) |
| 27.12.2014 | Engelberg              | Gross-Titlis-Schanze HS 137       |           | Rok Justin                                             | Bartłomiej Kłusek                                      | Tom Hilde                                              |
| 28.12.2014 | Engelberg              | Gross-Titlis-Schanze HS 137       |           | Tom Hilde                                              | Miran Zupančič                                         | Rok Justin                                             |
| 10.01.2015 | Wisła                  | Malinka HS 134                    | 2         | Jan Ziobro                                             | Klemens Murańka                                        | Andreas Wank                                           |
| 11.01.2015 | Wisła                  | Malinka HS 134                    | 3         | Maciej Kot                                             | Klemens Murańka                                        | Dawid Kubacki                                          |
| 16.01.2015 | Sapporo                | Miyanomori HS 100                 |           | Miran Zupančič                                         | Kenneth Gangnes                                        | Clemens Aigner                                         |
| 17.01.2015 | Sapporo                | Ōkurayama HS 134                  |           | Phillip Sjøen                                          | William Rhoads                                         | Kenneth Gangnes                                        |
| 18.01.2015 | Sapporo                | Ōkurayama HS 134                  | 4         | Manuel Poppinger                                       | Anže Semenič Tomaž Naglič                              |                                                        |
| 24.01.2015 | Planica                | Bloudkova Velikanka HS 139        |           | Anže Lanišek                                           | Tomaž Naglič                                           | Joacim Ødegård Bjøreng                                 |
| 25.01.2015 | Planica                | Bloudkova Velikanka HS 139        | 5         | Klemens Murańka                                        | Jaka Hvala                                             | Andraž Pograjc                                         |
| 31.01.2015 | Zakopane               | Wielka Krokiew HS 134             |           | Dawid Kubacki                                          | Daniel Wenig                                           | Ulrich Wohlgenannt                                     |
| 01.02.2015 | Zakopane               | Wielka Krokiew HS 134             |           | Atle Pedersen Rønsen                                   | Ulrich Wohlgenannt                                     | Dawid Kubacki                                          |
| 07.02.2015 | Brotterode             | Inselbergschanze HS 117           |           | Krzysztof Biegun                                       | Robert Johansson                                       | Joachim Hauer                                          |
| 08.02.2015 | Brotterode             | Inselbergschanze HS 117           |           | Wettkampf abgesagt (zu starker Wind)                   | Wettkampf abgesagt (zu starker Wind)                   | Wettkampf abgesagt (zu starker Wind)                   |
| 14.02.2015 | Lahti                  | Salpausselkä-Schanze HS 130       |           | Halvor Egner Granerud                                  | Anže Lanišek                                           | Janne Ahonen                                           |
| 15.02.2015 | Lahti                  | Salpausselkä-Schanze HS 130       |           | Anže Lanišek                                           | Maciej Kot                                             | Karl Geiger                                            |
| 20.02.2015 | Iron Mountain          | Pine Mountain Jump HS 133         |           | Wettkampf abgesagt (zu starker Schneefall)             | Wettkampf abgesagt (zu starker Schneefall)             | Wettkampf abgesagt (zu starker Schneefall)             |
| 21.02.2015 | Iron Mountain          | Pine Mountain Jump HS 133         | 6         | Anže Semenič                                           | Maciej Kot                                             | Ulrich Wohlgenannt                                     |
| 21.02.2015 | Iron Mountain          | Pine Mountain Jump HS 133         |           | Andreas Wank                                           | Anže Semenič                                           | Joachim Hauer                                          |
| 22.02.2015 | Iron Mountain          | Pine Mountain Jump HS 133         |           | Wettkampf abgesagt (zu starker Wind)                   | Wettkampf abgesagt (zu starker Wind)                   | Wettkampf abgesagt (zu starker Wind)                   |
| 28.02.2015 | Titisee-Neustadt       | Hochfirstschanze HS 142           | 7         | Kenneth Gangnes                                        | Jaka Hvala                                             | Daniel-André Tande                                     |
| 28.02.2015 | Titisee-Neustadt       | Hochfirstschanze HS 142           |           | Daniel-André Tande                                     | Andreas Wank                                           | Pius Paschke                                           |
| 01.03.2015 | Titisee-Neustadt       | Hochfirstschanze HS 142           |           | Halvor Egner Granerud                                  | Stephan Leyhe                                          | Andreas Wank Krzysztof Biegun                          |
| 07.03.2015 | Seefeld                | Toni-Seelos-Olympiaschanze HS 109 |           | Dawid Kubacki                                          | Aleksander Zniszczoł                                   | Daniel-André Tande                                     |
| 08.03.2015 | Seefeld                | Toni-Seelos-Olympiaschanze HS 109 |           | Daniel-André Tande                                     | Kenneth Gangnes                                        | Dawid Kubacki                                          |
| 14.03.2015 | Nischni Tagil          | Tramplin Stork HS 134             |           | Anže Semenič                                           | Andrzej Stękała                                        | Daniel-André Tande                                     |
| 15.03.2015 | Nischni Tagil          | Tramplin Stork HS 134             |           | Anže Semenič                                           | Stephan Leyhe                                          | Tom Hilde                                              |

### Wertung
| Rang | Name                     | Punkte |
| ---- | ------------------------ | ------ |
| 001. | Anže Semenič             | 901    |
| 002. | Kenneth Gangnes          | 638    |
| 003. | Miran Zupančič           | 607    |
| 004. | Andreas Wank             | 602    |
| 005. | Jaka Hvala               | 591    |
| 006. | Stephan Leyhe            | 502    |
| 007. | Ulrich Wohlgenannt       | 471    |
| 008. | Dawid Kubacki            | 466    |
| 009. | Anže Lanišek             | 463    |
| 010. | Tom Hilde                | 433    |
| 011. | Clemens Aigner           | 431    |
| 012. | Robert Johansson         | 423    |
| 013. | Karl Geiger              | 410    |
| 014. | Daniel-André Tande       | 409    |
| 015. | Maciej Kot               | 403    |
| 016. | Halvor Egner Granerud    | 401    |
| 017. | Stefan Hula              | 372    |
| 018. | Manuel Fettner           | 366    |
| 019. | Rok Justin               | 362    |
| 020. | Krzysztof Biegun         | 346    |
| 021. | Bartłomiej Kłusek        | 342    |
| 022. | Andraž Pograjc           | 339    |
| 023. | Daniel Wenig             | 321    |
| 024. | Klemens Murańka          | 310    |
| 025. | Tomaž Naglič             | 302    |
| 026. | Danny Queck              | 296    |
| 027. | Manuel Poppinger         | 294    |
| 028. | Pius Paschke             | 289    |
| 029. | Aleksander Zniszczoł     | 277    |
| 030. | Markus Schiffner         | 269    |
| 031. | Phillip Sjøen            | 264    |
| 032. | Johann André Forfang     | 260    |
| 033. | Elias Tollinger          | 221    |
| 034. | Killian Peier            | 209    |
| 035. | Joachim Hauer            | 188    |
| 036. | Mitja Mežnar             | 170    |
| 037. | Stanisław Biela          | 166    |
| 038. | Andrzej Stękała          | 157    |
| 039. | Joacim Ødegård Bjøreng   | 156    |
|      | Stefan Huber             | 156    |
| 041. | Lukáš Hlava              | 146    |
| 042. | Jan Ziobro               | 132    |
| 043. | Simon Greiderer          | 129    |
| 044. | Kim René Elverum Sorsell | 124    |
| 045. | Atle Pedersen Rønsen     | 122    |
| 046. | Florian Altenburger      | 120    |
| 047. | Philipp Aschenwald       | 113    |
|      | Paul Winter              | 113    |

| Rang | Name                  | Punkte |
| ---- | --------------------- | ------ |
| 049. | Andreas Stjernen      | 105    |
| 050. | Gabriel Karlen        | 102    |
|      | Vegard Swensen        | 102    |
| 052. | Jure Šinkovec         | 101    |
| 053. | Nicolas Mayer         | 098    |
| 054. | Luca Egloff           | 097    |
| 055. | William Rhoads        | 088    |
| 056. | Čestmír Kožíšek       | 086    |
| 057. | Yukiya Satō           | 084    |
|      | Sebastian Bradatsch   | 084    |
| 059. | Alexei Romaschow      | 083    |
| 060. | Gregor Deschwanden    | 078    |
|      | Masamitsu Itō         | 078    |
| 062. | Jakub Janda           | 076    |
| 063. | Pascal Kälin          | 073    |
| 064. | Michael Glasder       | 072    |
| 065. | Anders Jacobsen       | 065    |
| 066. | Niko Kytösaho         | 061    |
| 067. | Janne Ahonen          | 060    |
| 068. | Andreas Kofler        | 059    |
| 069. | Daniel Huber          | 055    |
|      | Krzysztof Miętus      | 055    |
| 071. | Fredrik Bjerkeengen   | 053    |
| 072. | Anton Kalinitschenko  | 052    |
| 073. | František Holík       | 051    |
| 074. | Viktor Polášek        | 050    |
|      | Jewgeni Klimow        | 050    |
| 076. | Ville Larinto         | 048    |
| 077. | Sebastian Klinga      | 047    |
| 078. | Antonín Hájek         | 046    |
| 079. | Ilmir Chasetdinow     | 045    |
| 080. | Tilen Bartol          | 043    |
| 081. | Anders Johnson        | 042    |
| 082. | Patrick Streitler     | 040    |
|      | Roberto Dellasega     | 040    |
|      | Krzysztof Leja        | 040    |
| 085. | David Siegel          | 039    |
| 086. | Sami Niemi            | 037    |
| 087. | Cene Prevc            | 036    |
| 088. | Tomasz Byrt           | 029    |
| 089. | Minato Mabuchi        | 028    |
|      | Andreas Schuler       | 028    |
| 091. | Martti Nõmme          | 027    |
| 092. | Federico Cecon        | 026    |
| 093. | Michail Maximotschkin | 025    |
| 094. | Alexander Baschenow   | 024    |
|      | Ossi-Pekka Valta      | 024    |
| 096. | Olli Muotka           | 023    |

| Rang | Name                    | Punkte |
| ---- | ----------------------- | ------ |
|      | Wladimir Sografski      | 023    |
| 098. | Adam Ruda               | 022    |
| 099. | David Zauner            | 021    |
|      | Sebastian Colloredo     | 021    |
| 101. | Denis Kornilow          | 020    |
| 102. | Dusty Korek             | 019    |
| 103. | Lars Antonissen         | 018    |
| 104. | Vojtěch Štursa          | 016    |
| 105. | Ryōyū Kobayashi         | 014    |
| 106. | Nicholas Fairall        | 013    |
|      | Tim Heinrich            | 013    |
| 108. | Trevor Morrice          | 012    |
|      | Martin Cikl             | 012    |
|      | Andrzej Zapotoczny      | 012    |
| 111. | Yūmu Harada             | 011    |
|      | Žiga Mandl              | 011    |
| 113. | Alexander Schuwalow     | 010    |
| 114. | Nicholas Alexander      | 009    |
| 115. | Espen Enger Halvorsen   | 008    |
|      | Tim Fuchs               | 008    |
|      | Antti Aalto             | 008    |
|      | Andrea Morassi          | 008    |
| 119. | Ole Marius Ingvaldsen   | 007    |
|      | Juho Ojala              | 007    |
|      | Daniele Varesco         | 007    |
|      | Christian Inngjerdingen | 007    |
|      | Naoki Nakamura          | 007    |
| 124. | Yūken Iwasa             | 006    |
|      | Przemysław Kantyka      | 006    |
|      | Sabyrschan Muminow      | 006    |
|      | Roman Trofimow          | 006    |
| 128. | Gašper Bartol           | 005    |
|      | Andraž Modic            | 005    |
|      | Alexander Sardyko       | 005    |
| 131. | Martin Hamann           | 004    |
|      | Wadim Schischkin        | 004    |
| 133. | Miloš Kadlec            | 003    |
|      | Shōtarō Hosoda          | 003    |
|      | Andreas Alamommo        | 003    |
|      | Pascal Bodmer           | 003    |
|      | Paul Brasme             | 003    |
| 138. | Nico Polychronidis      | 002    |
|      | Lukas Müller            | 002    |
| 140. | Tord Markussen Hammer   | 001    |
|      | Johan Martin Brandt     | 001    |
|      | Kevin Bickner           | 001    |
|      | Markus Rupitsch         | 001    |
|      | Marat Schaparow         | 001    |

## Damen Sommer

### Continental-Cup-Übersicht
| Datum      | Austragungsort | Schanze         | Bemerkung | Siegerin       | Zweite            | Dritte        |
| ---------- | -------------- | --------------- | --------- | -------------- | ----------------- | ------------- |
| 27.09.2014 | Trondheim      | Granåsen HS 105 |           | Sara Takanashi | Sarah Hendrickson | Maren Lundby  |
| 28.09.2014 | Trondheim      | Granåsen HS 105 |           | Sara Takanashi | Sarah Hendrickson | Coline Mattel |

### Wertung
| Rang | Name                    | Punkte |
| ---- | ----------------------- | ------ |
| 01.  | Sara Takanashi          | 200    |
| 02.  | Sarah Hendrickson       | 160    |
| 03.  | Coline Mattel           | 110    |
| 04.  | Julia Clair             | 090    |
| 05.  | Julia Kykkänen          | 074    |
|      | Maren Lundby            | 074    |
| 07.  | Nita Englund            | 069    |
| 08.  | Evelyn Insam            | 068    |
| 09.  | Anastassija Gladyschewa | 062    |
| 10.  | Tara Geraghty-Moats     | 048    |
| 11.  | Anette Sagen            | 047    |

| Rang | Name                | Punkte |
| ---- | ------------------- | ------ |
| 12.  | Elena Runggaldier   | 046    |
| 13.  | Line Jahr           | 045    |
| 14.  | Gyda Enger          | 044    |
| 15.  | Anna Odine Strøm    | 033    |
|      | Nina Lussi          | 033    |
| 17.  | Michaela Doleželová | 032    |
| 18.  | Alexandra Kustowa   | 030    |
| 19.  | Henriette Kraus     | 029    |
| 20.  | Susanna Forsström   | 023    |
| 21.  | Agnes Reisch        | 019    |
|      | Anniken Mork        | 019    |

| Rang | Name                | Punkte |
| ---- | ------------------- | ------ |
| 23.  | Barbora Blažková    | 017    |
|      | Jana Mrákotová      | 017    |
| 25.  | Luisa Görlich       | 015    |
| 26.  | Karolína Indráčková | 011    |
| 27.  | Stefanija Nadymowa  | 007    |
| 28.  | Karoline Røstad     | 006    |
| 29.  | Sara Melø           | 004    |
| 30.  | Tonje Bakke         | 003    |
|      | Darja Gruschina     | 003    |
| 32.  | Joanna Szwab        | 002    |

## Damen Winter

### Continental-Cup-Übersicht
| Datum      | Austragungsort | Schanze               | Bemerkung | Siegerin                             | Zweite                               | Dritte                               |
| ---------- | -------------- | --------------------- | --------- | ------------------------------------ | ------------------------------------ | ------------------------------------ |
| 12.12.2014 | Notodden       | Tveitanbakken HS 100  |           | Jacqueline Seifriedsberger           | Daniela Iraschko-Stolz               | Maren Lundby                         |
| 13.12.2014 | Notodden       | Tveitanbakken HS 100  |           | Daniela Iraschko-Stolz               | Eva Pinkelnig                        | Jacqueline Seifriedsberger           |
| 17.01.2015 | Falun          | Lugnet-Schanze HS 100 |           | Wettkampf abgesagt (zu starker Wind) | Wettkampf abgesagt (zu starker Wind) | Wettkampf abgesagt (zu starker Wind) |
| 18.01.2015 | Falun          | Lugnet-Schanze HS 100 | 1         | Anette Sagen                         | Taylor Henrich                       | Susanna Forsström                    |
| 18.01.2015 | Falun          | Lugnet-Schanze HS 100 |           | Taylor Henrich                       | Anette Sagen                         | Zdeňka Pešatová                      |

### Wertung
| Rang | Name                       | Punkte |
| ---- | -------------------------- | ------ |
| 01.  | Anette Sagen               | 235    |
| 02.  | Daniela Iraschko-Stolz     | 180    |
|      | Taylor Henrich             | 180    |
| 04.  | Jacqueline Seifriedsberger | 160    |
| 05.  | Eva Pinkelnig              | 125    |
| 06.  | Susanna Forsström          | 113    |
| 07.  | Zdeňka Pešatová            | 105    |
| 08.  | Sarah Hendrickson          | 095    |
| 09.  | Maren Lundby               | 092    |
| 10.  | Léa Lemare                 | 090    |
|      | Abby Hughes                | 090    |
| 12.  | Barbora Blažková           | 088    |
| 13.  | Silje Opseth               | 081    |
| 14.  | Jasmine Sepandj            | 072    |
| 15.  | Juliane Seyfarth           | 068    |
| 16.  | Line Jahr                  | 065    |

| Rang | Name                | Punkte |
| ---- | ------------------- | ------ |
| 17.  | Veronica Gianmoena  | 064    |
| 18.  | Michaela Doleželová | 058    |
| 19.  | Sara Melø           | 055    |
| 20.  | Julia Clair         | 048    |
| 21.  | Tonje Bakke         | 044    |
| 22.  | Océane Avocat Gros  | 042    |
| 23.  | Jana Mrákotová      | 041    |
| 24.  | Coline Mattel       | 040    |
| 25.  | Logan Sankey        | 039    |
| 26.  | Chiara Hölzl        | 037    |
| 27.  | Anna Odine Strøm    | 036    |
| 28.  | Anna Häfele         | 035    |
| 29.  | Joanna Szwab        | 034    |
| 30.  | Emilee Anderson     | 030    |
|      | Elena Runggaldier   | 030    |
| 32.  | Kinga Rajda         | 029    |

| Rang | Name                | Punkte |
| ---- | ------------------- | ------ |
| 33.  | Evelyn Insam        | 028    |
| 34.  | Tara Geraghty-Moats | 027    |
| 35.  | Hanna Midtsundstad  | 026    |
| 36.  | Anna Rupprecht      | 022    |
| 37.  | Nita Englund        | 020    |
| 38.  | Nina Lussi          | 019    |
| 39.  | Marija Jakowlewa    | 016    |
| 40.  | Sabrina Windmüller  | 015    |
| 41.  | Elisabeth Raudaschl | 014    |
| 42.  | Alexandra Kustowa   | 013    |
| 43.  | Lisa Wiegele        | 011    |
| 44.  | Karolína Indráčková | 006    |
| 45.  | Xenija Kablukowa    | 002    |
| 46.  | Ramona Straub       | 001    |